# Tadeusz Huskowski

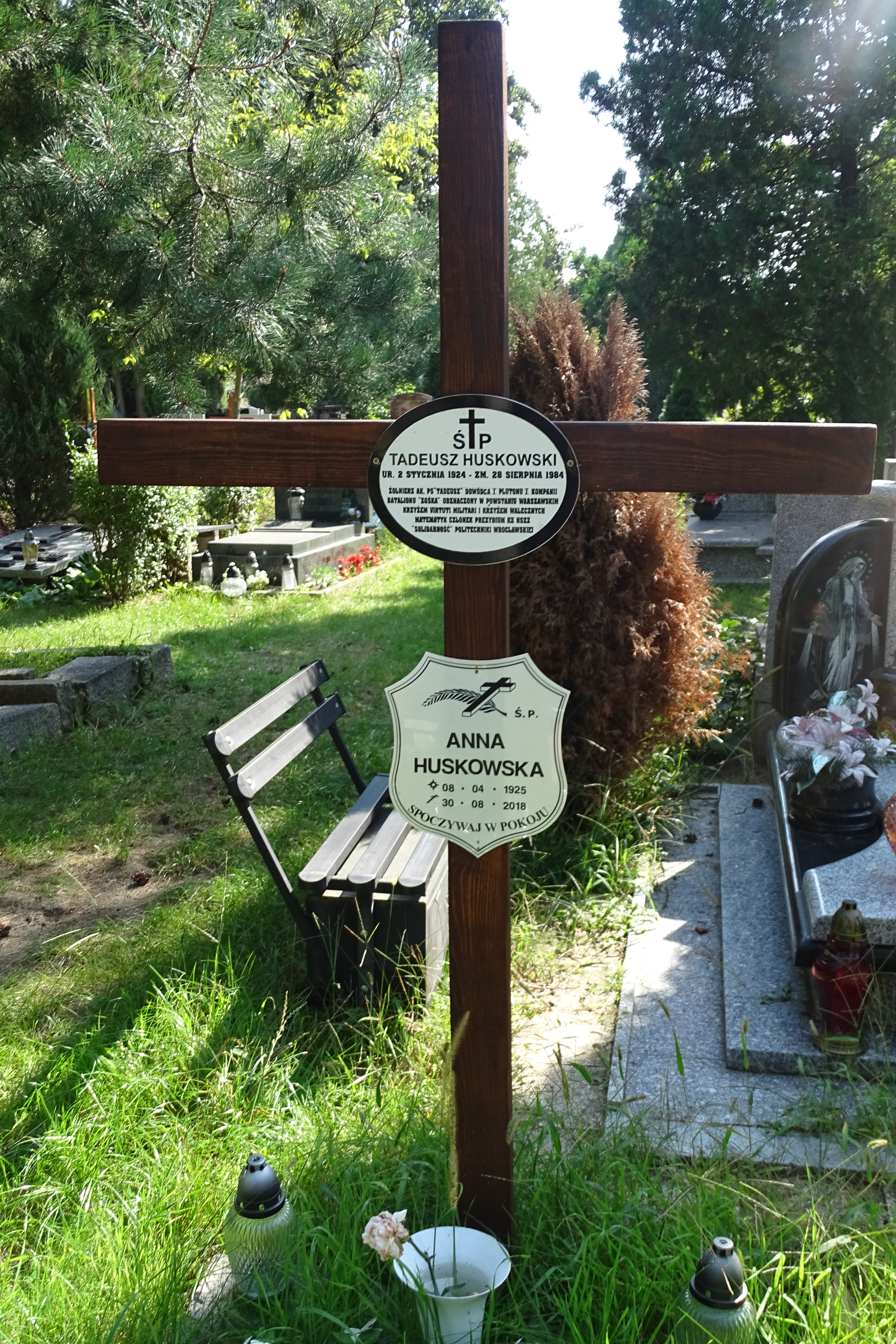
Grób T. Huskowskiego na cmentarzu przy ul. Smętnej we Wrocławiu

Tadeusz Huskowski ps. „Tadeusz” (ur. 2 stycznia 1924 w Warszawie, zm. 28 sierpnia 1984 we Wrocławiu) – polski matematyk, dydaktyk, harcerz, żołnierz Armii Krajowej w stopniu porucznika, uczestnik powstania warszawskiego, działacz NSZZ Solidarność na Politechnice Wrocławskiej.

## Życiorys
Był synem senatora BBWR Stanisława Huskowskiego z województwa wołyńskiego. Po śmierci ojca w 1930 przeniósł się z rodziną do Warszawy, gdzie uczęszczał do Liceum im. księcia Józefa Poniatowskiego. Naukę przerwał wybuch II wojny światowej. Kontynuował ją na tajnych kompletach.
W konspiracji działał od 1940, rozpoczynając od kolportażu „Biuletynu Informacyjnego”. Związany był z organizacją harcerską PET działającą na Żoliborzu. Po scaleniu PET z Szarymi Szeregami, został członkiem podporządkowanych Kedywowi harcerskich grup szturmowych. Był dowódcą jednej z drużyn w batalionie Zośka, a następnie zastępcą dowódcy i dowódcą plutonu w 1. kompanii. Ukończył kurs w Szkole Podchorążych Rezerwy Piechoty „Agricola”. Jego brat Stanisław ps. „Ali” zginął 11 lipca 1944 w czasie odwrotu po Akcji Koppe.
Wybuch powstania zastał jego oddział na Żoliborzu. Włączył się tam w walkę w ramach Zgrupowania Żniwiarz. Za udział w powstaniu został odznaczony dwukrotnie Krzyżem Walecznych i odznaczony Krzyżem Srebrnym Orderu Wojennego Virtuti Militari (nr krzyża 12847) na mocy rozkazu nr 525 Dowódcy AK z 27 sierpnia 1944 z uzasadnieniem „za wyjątkową odwagę osobistą wykazaną w walce”. Po kapitulacji powstania dostał się do oflagów w Altengrabow, następnie w Sandbostel i Neuengammen. Uwolniony przez aliantów, po zakończeniu wojny wrócił do Polski.
Już w 1946 podjął studia na Wydziale Matematyczno-Przyrodniczym UW. Po roku przeniósł się do Wrocławia. Kontynuował tam naukę na Wydziale Matematyki, Fizyki i Chemii Uniwersytetu Wrocławskiego i Politechniki Wrocławskiej. Na tej ostatniej uzyskał kolejno stopień magistra (1953) i doktora (1961). Był pracownikiem naukowo-dydaktycznym Politechniki Wrocławskiej na stanowisku docenta. W roku 1980 włączył się w działalność NSZZ „Solidarność” w miejscu pracy.
W czasie stanu wojennego internowany w  więzieniu na ul. Kleczkowskiej we Wrocławiu, sądzony i więziony. Podczas pobytu w więzieniu poważnie chorował na serce. Zmarł 28 sierpnia 1984, do końca prowadząc działalność solidarnościową. W 2009 pośmiertnie odznaczony Krzyżem Komandorskim z Gwiazdą Orderu Odrodzenia Polski.
Ojciec polityka Stanisława Huskowskiego.